# ژدرلو
ژدرلو (به صربی: Ždrelo) یک منطقهٔ مسکونی در صربستان است که در پتروواتس نا ملاوی واقع شده‌است.